# Leeds Red Triangle Football League
Leeds Red Triangle Football League var en engelsk fotbollsliga baserad i Leeds, grundad 1920. Toppdivisionen Premier Division låg på nivå 14 i det engelska ligasystemet.
Ligan var en matarliga till West Yorkshire Association Football League.
Ligan lades ned efter 2013/14 års säsong.
Namnet The Red Triangle och logotypen syftade på ligans tidiga år då man samarbetade med YMCA.

## Mästare
| Säsong  | Premier Division |
| ------- | ---------------- |
| 2005/06 | Rawdon Old Boys  |
| 2006/07 | East Leeds       |
| 2007/08 | Gate FC          |
| 2008/09 | Halton Moor      |
| 2009/10 | Halton Moor      |
| 2010/11 | Wortley          |
| 2011/12 |                  |